# Cervantes (revista)
Cervantes (1916–1920) foi uma das principais dentre as muitas revistas divulgadoras do Movimento Ultraísta na Espanha. Com uma tipografia bastante convencional, foi fundada pelo poeta vinculado ao modernismo de língua castelhana Francisco Villaespesa. Também a dirigiu o poeta equatoriano César E. Arroyo, que participou de todas as suas edições bem como, entre 1919 e 1920, por Rafael Cansinos Assens. Foram importantes as traduções de Cansinos das duas "plaquetas francesas" publicadas por Huidobro em Madri, alguns poemas de Juan Larrea e as traduções de alguns poetas expressionistas alemães traduzidos por Borges e a colaboração do poeta equatoriano Hugo Mayo e do mexicano José Juan Tablada. Foi uma das revistas a publicar o "Manifesto Ultraísta", em 1919.